# Масперо, Франсуа
Франсуа́ Масперо́ (фр. François Maspero; 19 января 1932, Париж, Франция — 12 апреля 2015, там же) — французский книгоиздатель, писатель и журналист. Внук египтолога Гастона Масперо (1846—1916), сын синолога Анри Масперо (1883—1945), племянник синолога Жоржа Масперо (1872—1942).

## Биография
Родился и вырос в Париже в семье левых интеллектуалов. Во время оккупации Франции нацистской Германией его брат Луи участвовал в движении Сопротивления. Летом 1944 года брат совершил неудачное нападение на немецких офицеров с целью завладеть оружием. На след Луи вышло гестапо. Брат бежал, но позднее был убит. Отец и мать Франсуа были арестованы и отправлены в концентрационные лагеря: 17 марта 1945 отец умер в Бухенвальде, мать оказалась в Равенсбрюке, но выжила.

### Книгоиздатель
По окончании войны Франсуа Масперо какое-то время учился на этнолога, но вынужден был оставить учёбу из-за необходимости зарабатывать на жизнь. В 1955 году он открыл книжный магазин «Эскалье» (фр. Escalier — «Лестница») на улице Месьё-Ле-Пренс в шестом округе Парижа. В 1957 открыл магазин большего размера на улице Сен-Северен в Латинском квартале, который назвал «Ла жуа де лир» (фр. La Joie de lire — «Радость чтения»). Магазин вскоре приобрёл славу среди левых интеллектуалов Парижа: здесь собирались профессора, студенты, исследователи, проводили социально-политические диспуты — при участии самого хозяина. Книжный магазин просуществовал до 1974 года, когда был вынужден закрыться из-за невозможности конкурировать с более современным сетевым форматом FNAC.
Параллельно с книжной торговлей Франсуа Масперо начал небольшой издательский бизнес, в котором с 1959 по начало 1970-х годов работал фактически в одиночку. Он издавал книги на остросоциальные темы — такие, как Война в Алжире, убийство конголезского премьер-министра Патриса Лумумбы или похищение марокканского оппозиционера Бен-Барки. Он также издавал сочинения классиков левой революционной направленности: Троцкого, Бухарина, Розы Люксембург и т. д. Издательство Масперо предоставляло также свои страницы молодым неизвестным левым мыслителям, в том числе Луи Альтюссеру, Тахару Бенжеллуну, Пьеру Видаль-Наке или Бернару-Анри Леви.
Однако издательству становилось всё сложнее сводить концы с концами: с одной стороны давило правительство, накладывая на предпринимателя высокие штрафы за малейшие нарушения, с другой стороны магазин и издательство оказывались постоянной мишенью для нападения ультраправых. Но главное — среди самой левацкой аудитории издательства существовало убеждение, что бизнес и левая идеология несовместимы, а потому должны подвергаться «революционным конфискациям». В результате многочисленных проблем в 1982 году Франсуа Масперо продал издательство Франсуа Гезу за символическую сумму в 1 франк.

### Журналист
С начала 1960 годов Франсуа Масперо осуществлял многочисленные поездки по миру, описывая их в репортажах. Первыми стали поездки в Алжир и на Кубу, где он встречался с Фиделем Кастро и Че Геварой. В дальнейшем он совершал ещё многочисленные вояжи, публикуя отчёты о них в известных изданиях, таких как Le Monde. Значительно позднее, в 1990-х, работал в Боснии во время гражданской войны, в Палестине во время арабо-израильского конфликта. Некоторые из этих поездок легли в основу написанных Масперо книг.

### Писатель
Оставив издательский бизнес, Франсуа Масперо посвятил себя писательству. Его первый роман «Улыбка кошки» вышел в 1984 году, когда автору было уже более 50 лет. Роман посвящён лету — началу осени 1944 года и гибели его брата Луи. В дальнейшем каждые несколько лет Франсуа Масперо публиковал по новой книге. Многие из них написаны по следам журналистских поездок автора и объединяют увиденное и опубликованное в различных статьях с не вошедшим в предыдущие публикации. Другие являются литературной обработкой воспоминаний писателя. Книги Франсуа Масперо не переводились и не издавались на русском языке.
Помимо собственных сочинений, Франсуа Масперо перевёл на французский язык около двадцати книг — прежде всего с испанского, но также с английского и итальянского языков. Среди переведённых им авторов: Джон Рид, Эдуардо Мендоса, Артуро Перес-Реверте, Джозеф Конрад и другие.

## Сочинения
- Le Sourire du chat, roman, 1984.
- Le Figuier, roman, 1988.
- Les Passagers du Roissy-Express, 1990, photographies d’Anaïk Frantz.
- Paris bout du monde, 1992, texte de l’album de photographies d’Anaïk Frantz.
- L’Honneur de Saint-Arnaud, chronique historique, 1993.
- Le Temps des Italiens, récit, 1994.
- La Plage noire, récit, 1995.
- Balkans-Transit, photographies de Klavdij Sluban, chronique d’un voyage, 1997. " Témoins du monde ".
- Che Guevara, introduction aux photographies de René Burri, 1997.
- Les Abeilles et la Guêpe, 2002.
- Transit & Cie, récit, La Quinzaine, 2004.
- Le Vol de la mésange, nouvelles, 2006.
- L’Ombre d’une photographe. Gerda Taro, biographie, Fiction et Cie, 2006.
- Des saisons au bord de la mer, roman, Seuil, 2009.